# مربع سكني

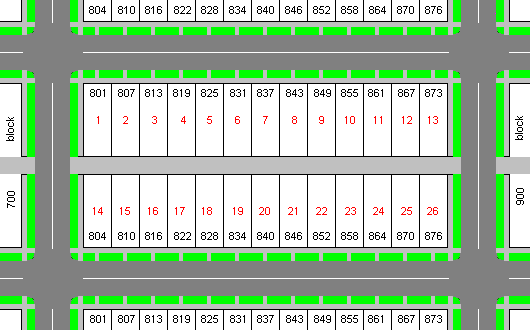
رسم تخطيطي لنموذج مربع سكني مستطيل من الأعلى تحيطه الشوارع من كل جانب. والمربع السكني مقسم إلى وحدات مرتبة باللون الأحمر كما هو ظاهر هنا وفي الخارطة. ويظهر عنوان هذا النموذج من المربعات السكنية هو 800 باللون الأسود والمربعات السكنية المجاورة أرقامها 700 و900. ويظهر بالرسم ممر رمادي فاتح على طول المربع من منتصفه. وتظهر الشوارع باللون الرمادي الداكن. ويظهر رصيف المشاة باللون الرمادي الفاتح. وتظهر جادة الطريق باللون الأخضر، أما الممشى الذي يصل بين الشارع والوحدة فيظهر باللون الرمادي الفاتح.

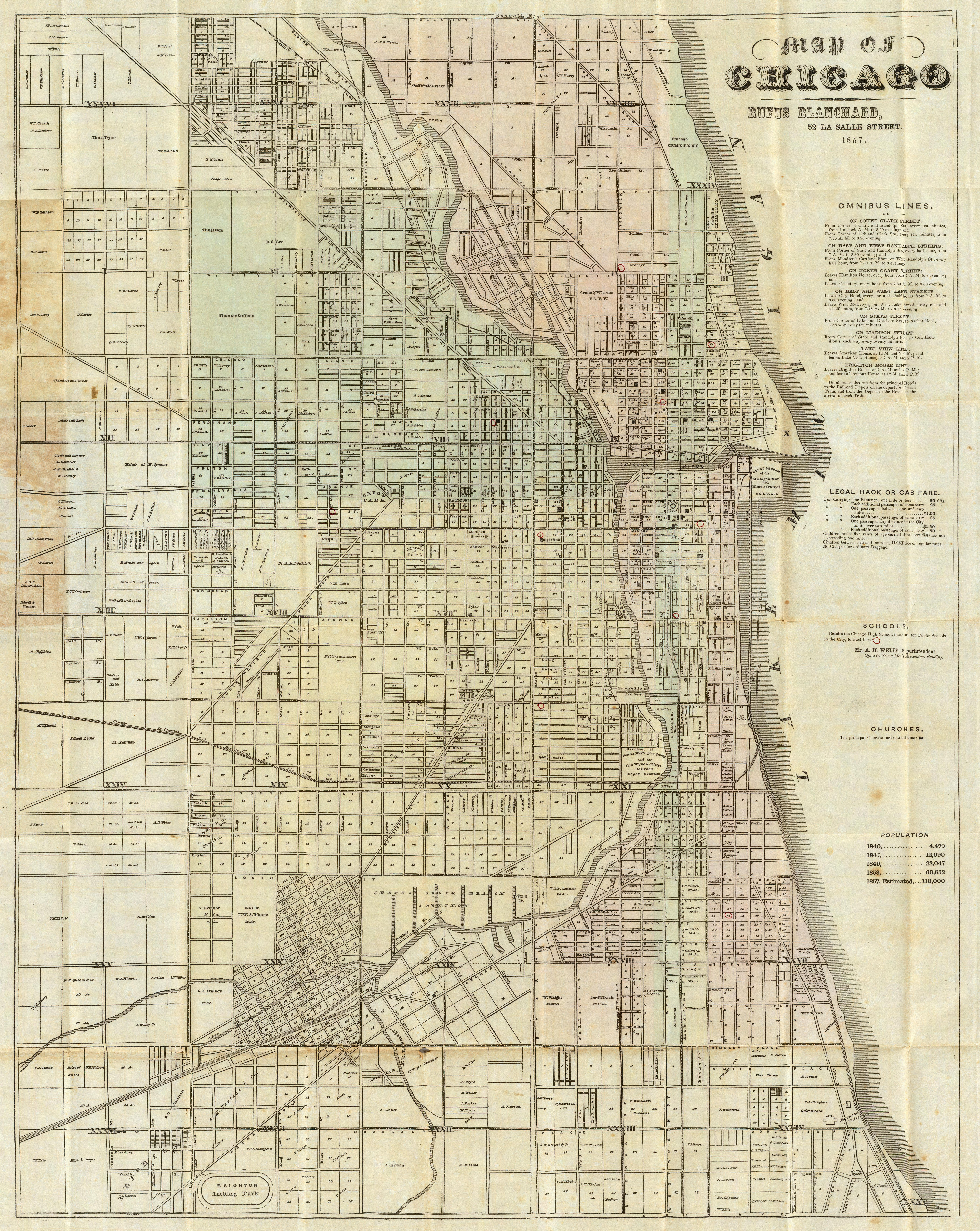
شيكاغو سنة 1857. مربعات سكنية بمساحة 80 و40 و10 أفدنة تشكل شبكة شوارع في الضواحي وتستمر إلى منطقة وسط البلد المقسّمة تقسيمًا جيدًا.

المربع السكني، المربع الحضري أو المربع هو عنصر أساسي في التخطيط الحضري والتصميم العمراني. والمربع السكني هو المنطقة الصغرى المحاطة بـالشوارع. وهو مكان البناء في إطار تخطيط شوارع المدينة، ويمثل الوحدة الرئيسية في النسيج الحضري للمدن. وربما تنقسم المربعات السكنية إلى عدد من قطع الأراضي ذات الملكية الخاصة، إلا أنها أحيانًا تكون مملوكة بشكل آخر من أشكال الحيازة. وعادة ما تبنى المربعات السكنية بدرجات متفاوتة وبذلك تمثل الأوعية الحسية أو الجدران العازلة للأشغال العامة. وتتكون أغلب المدن من هذه المربعات الحضرية المتفاوتة في الحجم بالزيادة أو بالنقصان. على سبيل المثال، ففي عصر ما قبل الثورة الصناعية كان قلب المدن في أوروبا وآسيا والشرق الأوسط تتجه في شكلها إلى عدم الانتظام في أنماط الشوارع والمربعات الحضرية، في حين كانت المدن المبنية وفق شبكات حافلة بالكثير من الترتيبات النظامية.

## الأصل التاريخي
ربما يكون المصطلح الإنجليزي block مشتقًا من اللغة الأيرلندية من كلمة bealachوالتي تنطق b'alaċوتعني الطريق أو الممر أو السبيل أو المجاز أو الشارع. وأشار دانيال كاسيدي (Daniel Cassidy) في كتابه عن العامية الأمريكية الأيرلندية إنه «حتى منتصف القرن التاسع عشر كان أغلب سكان نيويورك يعيشون تحت كانال ستريت (Canal Street) حيث كانت المربعات في أغلبها جزءًا من شبكة كثيفة من الممرات والدروب الهندية القديمة» فضلاً عن الشبكات التقليدية المستطيلة.

## التخطيط الشبكي
في أغلب مدن العالم التي خُططت مسبقًا - ولا يُقصد بها المدن التي تتطور تدريجيًا على مدى زمني طويل - دائمًا ما يكون تخطيط الشوارع بنظام التخطيط الشبكي، لذا تكون المربعات السكنية مربعة أو مستطيلة. وباستخدام مبدأ مربع سكني محيطي في تنمية المربعات السكنية، فهذا يؤدي إلى تطورها بحيث يقع المبنى على الخط المحيط بالمربع السكني، ويكون مدخله مواجهًا لـالطريق، وتقع الأفنية شبه الشخصية في خلفية المباني. والمراد من هذا التنظيم هو توفير تفاعل اجتماعي فيما بين الناس.
ونظرًا لاختلاف اتساع الشوارع في التخطيط الشبكي اختلافًا شاسعًا من مدينة لأخرى - وحتى داخل المدينة الواحدة - فإنه من الصعب تعميم الحكم بشأن ملائمة حجم المربع السكني. ومع ذلك فهناك نقاط مرجعية، فالمربعات السكنية المربعة النموذجية في بورتلاندا (Portland) وهوستن (Houston) وسكرامنتو (Sacramento) تكون 260 by 260 قدم (79 م × 79 م) و330 by 330 قدم (100 م × 100 م) و410 by 410 قدم (120 م × 120 م) على الترتيب (إلى منتصف الطريق). أما المربعات السكنية المستطيلة الشكل فتتباين تباينا كبيرًا في عرضها وطولها. والمربع النموذجي في منهاتن (Manhattan) تبلغ مساحته نحو 264 by 900 قدم (80 م × 274 م)، وفي بعض المدن الأمريكية تبلغ مساحتها 660 قدم (200 م). وأما في وسط ملبورن بأستراليا (Melbourne) فتبلغ مساحة المربع السكني 660 by 330 قدم (200 م × 100 م) بعد شق المربعات السكنية المربعة المصممة وفق الشبكة الأصلية من المنتصف بشارع ضيق.
وتطورت الكثير من المدن بمرور الوقت بدلاً من التخطيط لذلك منذ بداية إنشائها. ولهذا السبب، لا تشترك المدن الأوروبية مثلاً في نمط ثابت للمربعات السكنية المُعَيَّنة أو المربعة أو المستطيلة. واتباعًا لنهج فيلادلفيا (Philadelphia) تبنت نيويورك سيتي (New York City) خطة المفوضين لعام 1811 (Commissioners' Plan of 1811) في سبيل زيادة اتساع التخطيط الشبكي. وفي منتصف القرن العشرين، كان اتباع نظام موحد ومستقيم الخطوط قد أوشك على الاختفاء تمامًا، وانتشر الاهتمام بروعة المنظر والأحجام العشوائية والوحدات غير المتعامدة والأنماط المتماثلة في تخطيط الشوارع.
وفي مناطق عدة بـالولايات المتحدة وكندا يتّبع في نظام العنونة طريقة ترقيم المنازل وأرقام الوحدات السكنية ونظام ترقيم الوحدات والأراضي حيث يخصص لكل مربع سكني مائة رقم.

## استخدام المربعات السكنية كوحدة لقياس المسافة
وفي الإنجليزي الشمال أمريكي يستخدم المصطلح block كوحدة عامية لقياس المسافة، مثلاً عند إعطاء التوجيهات - تقول: إنه على بعد ثلاثة مربعات سكنية من هنا.
ونادرًا ما يستخدم هذا المصطلح في الإنجليزية البريطانية للإشارة إلى مسافة نظرًا لقلة المربعات السكنية في أغلب المدن، ولكنه مع ذلك يستخدم في التعبير عن الرحلات القصيرة في طريق قريب يحيط بأحد العقارات - فتقول: سآخذ الكلب في تمشية حول المربع السكني.

## المربعات السكنية الكبيرة

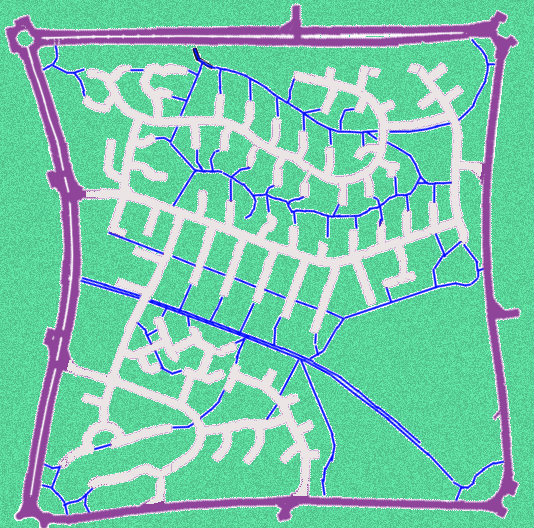
قطاع لمربع سكني كبير في مدينة ملتون كينيز (Milton Keynes) على شكل شبكي محاط بطريق سريع. وتعتمد شبكة الطرق داخل القطاع على الطرق المسدودة، وفي تكملتها طرق للمارة والدراجات تقوم بربط القطاع بكامله وزيادة

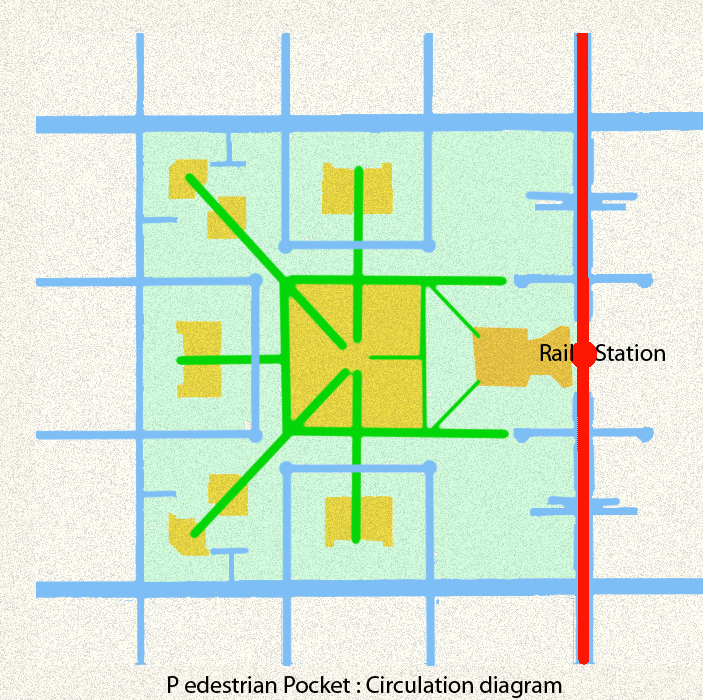
مخطط توضيحي للطرق (زرقاء) والممرات (خضراء) والمناطق المفتوحة (صفراء) في المربع السكني الكبير بيدستريان بوكت (Pedestrian Pocket) - التسمية مأخوذة من بي كالثورب P. Calthorpe ودي كيلباو وD. Kelbaugh.

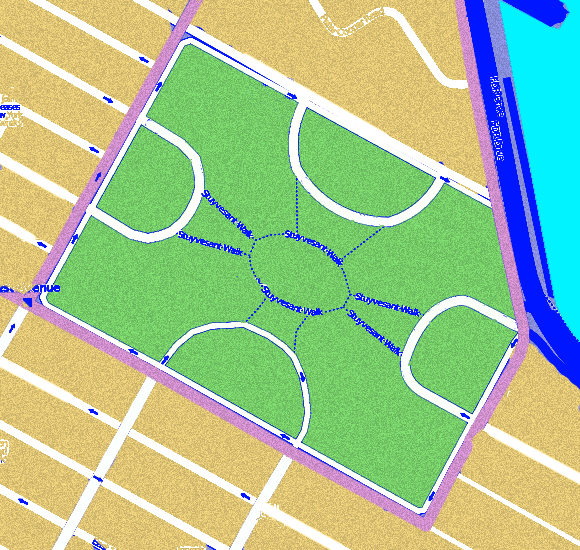
التخطيط لشبكة الطرق والممرات في ستوفيستان تاون (Stuyvesant Town) يُظهر الشوارع الدورانية والممرات الواصلة بينها خلال المساحات المفتوحة. وهي مثال يوضح مفهوم المربع السكني الكبير ومبدأ "تصفية النفاذية".

واشتهرت المربعات السكنية الكبيرة في أوائل القرن العشرين وفي منتصفه، ونبعت فكرتها من الحداثة في المعمار والتخطيط المدني. وتزيد المربعات السكنية الكبيرة كثيرًا في حجمها عن المربعات السكنية العادية، وتكبر فيها عوائق البناء، وتلتزم دائمًا بطرق واسعة وسريعة منها ما هو رئيسي ومنها ما يربط بين الطرق مفضلة ذلك على الطرق المحلية.
وإذا ذكرت المربعات السكنية الكبيرة فإنك تجدها غالبًا في ضواحي المدن أو المدن المخططة والتجديد الحضري التي برزت في القرن العشرين، أي المناطق التي استبدل فيها التدرج الهرمي للشوارع بالنظام الشبكي التقليدي. وفي الأحياء السكنية من الضواحي، يزود الجزء الداخلي من المربعات السكنية الكبيرة دائمًا بـطرق مسدودة أو شوارع دورانية. وتوجد المربعات السكنية الكبيرة أيضًا في المناطق الحيوية بالمدن حيث ترتبط غالبًا بالاستخدامات المؤسّسية والتعليمية والترفيهية والتجارية فضلاً عن الاستخدامات السكنية.
وناقش كلارنس بيري (Clarence Perry) - مهندس تخطيط - استخدامات المربعات السكنية الكبيرة وأفكارًا متعلقة بذلك في تخطيط «الوحدة الاجتماعية» الذي يهدف إلى تنظيم الفراغات بطريقة أكثر مراعاة للمشاة وتوفير ساحات عامة وأماكن أخرى للمقيمين بها تساعدهم مجتمعيًا. وهناك أيضًا ما يستهدف تسهيل حركة المشاة وخلق حياة اجتماعية، وذلك في التصميم التصوري الفعال لعام 1989 لصاحبه بيدسترين بوكت (انظر المخطط) وهو أيضًا عبارة عن مربع سكني كبير يتألف من تسعة مربعات سكنية مجتمعة حول محطة قطار خفيف وتتوسطها منطقة مفتوحة. وهي من النمط الدوراني المكون أساسًا من شبكة للمشاة التي تتمم شبكة السيارات ومستقلة عنها في الوقت ذاته. ويمكن دخول السيارات عن طريق ثلاثة دورانات. وتختلف المربعات السكنية الكبيرة عن مبدأ بيري في أنها تمنع السيارات من دخولها فضلاً عن صعوبة ذلك، فهي لا تنفذ السيارات.
في ثلاثينيات القرن العشرين، غالبًا ما كانت تستخدم المربعات السكنية الكبيرة في مشروعات الإسكان الجماعي لتجديد المدن الحضرية في المدن الأمريكية. وعند استخدام المربعات السكنية الكبيرة، فتهدف مشاريع الإسكان إلى القضاء على العودة لـ الحارات، التي كانت ترتبط غالبًا بظروف الأحياء الفقيرة.
وقد استخدمت المربعات السكنية الكبيرة عند استخدام الوحدات الوظيفية مثل ساحات السكك الحديدية أو ترسانات السفن، الكبيرة جدًا لدرجة أنها لا تتلائم مع متوسط المربع السكني، التي تم توارثها من القرن التاسع عشر والقرن العشرين. ومن بين الوظائف المعاصرة التي تعكس الممارسات القديمة التي تتطلب أيضًا مربعات أكبر من تلك المربعات النموذجية هي الرياضة استاد أو الساحات. تماماً مثل الكولسيوم في روما القديمة، كانت المجمعات الرياضية تتطلب وجود مربعات سكنية أكبر. فعلى سبيل المثال، تبلغ مساحة استاد جلد ون فيلد (Jeld Wen Field) في بورتلاند كمساحة 6 مربعات سكنية عادية حيث إنه كبير مثل استاد غرينسبورو Greensboro Coliseum في كارولاينا الشمالية. وتوجد العديد من المؤسسات أو المنشآت أو الوحدات الوظيفية المعاصرة التي تتطلب مربعات سكنية كبيرة مثل: مجلس المدينة كما هو الحال في بوستن وتورنتو أو المستشفيات الإقليمية العامة أو المراكز الطبية المتخصصة أو مراكز المؤتمرات والمعارض مثل المعرض الكندي الوطني في بوستن وتورنتو والمراكز التجارية قائمة بالمراكز التجارية في الولايات المتحدة مثل مركز إياتون بتورنتو، الذي يعكس كثيرًا ممر غاليريا فيتوريو إيمانويل الثاني في القرن التاسع عشر. تحتل المجمعات الثقافية، مثل مركز لينكولن في نيويورك، غالبًا مساحة مربع سكني كبير من بين المربعات السكنية العادية. ومن بين مستخدمي المربعات السكنية حديثًا مركز توزيع البضائع. ومن الممكن أن يتراوح أعداد تلك المراكز من مربع واحد إلى عشر مربعات سكنية في المنطقة.
رغم ذلك، فمن الملاحظ كثيرًا أن المربعات السكنية الكبيرة في المدن المعاصرة تُستغل من قبل الجامعات والكليات مثل معهد ماساتشوستس للتقنية وجامعة إلينوي في شيكاغو وجامعة مدينة نيويورك وجامعة كولومبيا وجامعة ألبرتا في أدمونتون. ويؤثر «الحرم الجامعي» على بناء المربعات السكنية البارزة تمامًا خاصة في المدن الجامعية الصغيرة، مثل وترلو، أونتاريو أو إثاكا، نيويورك حيث استحوذت المربعات السكنية الكبيرة التابعة للجامعة على شريحة كبيرة من إجمالي مساحة المدينة. وبوجه عام، يعتبر الحرم الجامعي عبارة عن بيئات اجتماعية يمكن السير فيها داخل أبينة المربعات السكنية الكبيرة.
والمستخدمين الجدد لمفهوم المربعات السكنية الكبيرة هم الشركات الوطنية الكبيرة أو المتعددة الجنسيات المعاصرين المتبعين لنموذج «الحرم الجامعي» وقدموا المربعات السكنية الكبيرة الخاصة بهم في المدينة، كما فعلت شركة غوغل في ماونتن فيو في كاليفورنيا وأي بي ام في سومرز بنيويورك وأبل واتش بي في سان هوزيه بكاليفورنيا.

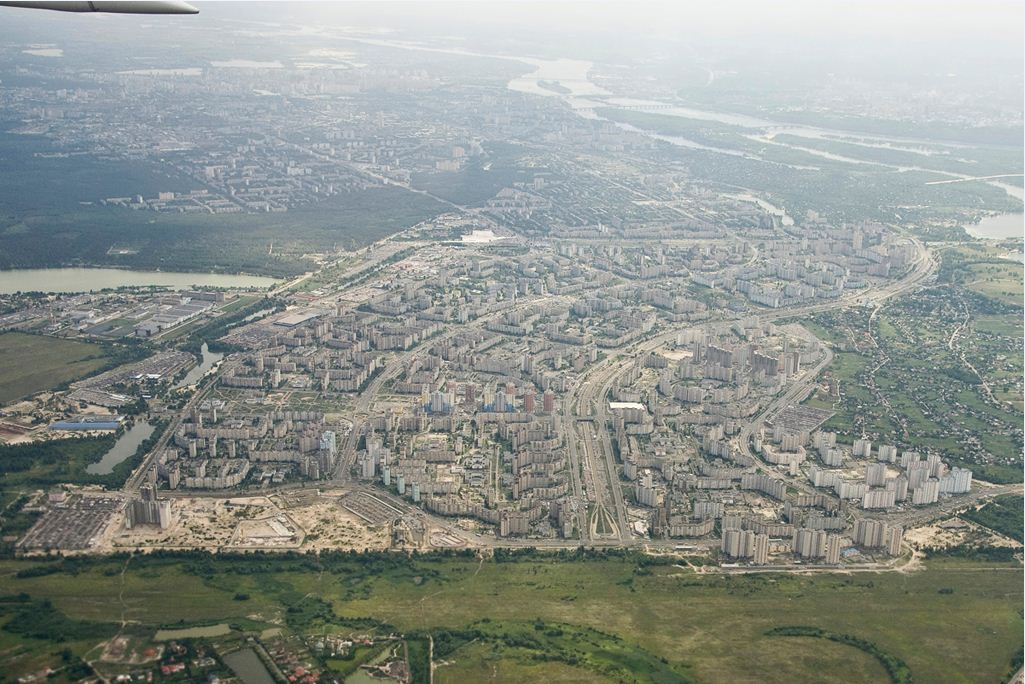
تنفيذ تصميمات المربعات السكنية الكبيرة والمعقدة في ترويزكينا (Troieschyna) المجاورة لـ (كييف، أوكرانيا).

وتستخدم الوكالات الاجتماعية ووكالات الإسكان في الولايات المتحدة وكندا والمملكة المتحدة نموذج المربعات السكنية الكبيرة في مشروعات الإسكان الكبيرة، مثل ريجنت بارك في تورونتو ومزرعة بيني في مونتريال، بكندا. ففي نيويورك، يوجد بـ ستوفيستان تاون أسواق للقطاع الخاص ومربعات سكنية كبيرة ومتطورة تتسع حتى حوالي 18 مربع سكني عادي وتوجد بها مساحات خضراء كبيرة ولطيفة لسكان المنطقة والمناطق المجاورة. تستخدم الطرق الملتوية (الدورانية) فضلاً عن الطرق المسدودة داخل المربعات السكنية الكبيرة وشبكة واسعة من الممرات لتوفير الاتصالات الممتازة داخل المربعات والمناطق المجاورة (انظر الرسم).
ومن الأمثلة الشهيرة للمربعات السكنية الكبيرة تلك هو مركز التجارة العالمي في مدينة نيويورك، حيث تم إزالة العديد من شوراع شبكة مانهاتن بوسط المدينة وعدم وضعها في المخطط لإفساح الطريق أمام المركز.
حيث تم استخدام المربعات السكنية الكبيرة في مشروعات الإسكان، مثل ستوفيستان تاون لمحاولة المقارنة بين التقسيمات التي تم تحسينها في انتشار الراكبين لمركاباتهم والمرتجلين، وتعزيز الهدوء وتقليل مخاطر الحوادث بداخل المناطق المجاورة. وتحققت تلك الانقسامات بالفوائد البيئية والمجتمعية النموذجية في العام الجديد (2003)، والمعترف بها دوليًا،  وضواحي السكة الحديدية في فرايبورغ، ألمانيا - فوبان، فريبورج. حيث يتكون تصميم الموقع في الأساس من مربع سكني كبير به ممشى مركزي وقليل من الشوارع الدورانية والطرق المسدودة. ومن الممكن أن نجد التقسيمات نفسها في العديد من الجامعات والكليات التي تعتبر بشكل عام كمجتمعات متذبذبة أو مجتمعات مزدهرة اجتماعيًا. وفي بعض الجامعات يكون مستوى شبكة ممرات المشاة الواسعة والشاملة مكملاً لمستوى الممرات الأدنى. ويقول مخططو المدن الجديدة أن طرق التقسيمات المنتشرة هذه قد تقضي على التفاعل المجتمعي الذي يستند إلى المناطق الحضرية بشكل فعال.
وقد بنى البريطانيون مدينة جديدة في ميلتون كينز حول شبكة مربعات سكنية كبيرة على مساحة واحد كيلومتر مربع. (انظر الرسم)
وما زالت نماذج المربعات السكنية الكبيرة تستخدم على نطاق واسع لأسباب توظيفية وتنظيمية واقتصادية وتخطيطية.
المربعات السكنية الكبيرة غير المخطط لها والطارئة
تنشأ المربعات السكنية الكبيرة الواقعية وغير المخطط لها في العديد من المدن في جميع أنحاء العالم على أنها نتيجة حتمية للتعديل التدريجي في الشوارع وحركة المرور. وتوجد معظم المربعات السكنية الكبيرة في مراكز المدن الأوروبية التي تم تأسيس شبكة شوارعها في فترات العصور الوسطى أو عصور سابقة. ليس فقط أنماط الشوارع التي تعتبر كالمتاهة، ولكن أيضًا العديد من الشوارع التي أسست بأبعاد لا تستوعب سير سيارتين بجوار بعضهما أو سيارة واحدة بجانب المشاة، ناهيك عن الحاجة إلى التوقف أو الدخول لحالات الطوارئ. فمثل تلك القيود الهندسية وشروط حركة المرور الفوضاوية الناتجة، إلى جانب التدهور في جودة الهواء، أجبرت جميع المدن على التخلص من حركة المرور الآلية من تلك الشوارع. وفي قضايا معينة، مثل مدينة بريمن، ألمانيا أدت الآثار التراكمية باستبعاد حركة المرور الآلية في عدد من الشوارع، إلى استحالة عبور وسط المدينة القديمة بالسيارة. ورغم ذلك، فما زال يمكن عبوره سيرًا على الأقدام أو بالدراجة حيث إنه يشبه من حيث المبدأ المربع السكني المخطط والمندمج مع مقاصد تصميمه. وفي بعض المدن، مثل مونبلييه، فرنسا تم التوسع في إقصاء حركة المرور بالكامل من وسط المدينة القديم.
وطبق مفهوم المربع السكني الكبير بأثر رجعي في مناطق برشلونة ريبيرا وغراسيا مع ظهور لنتائج الإيجابية. ونتج عن هاتين الحالتين زيادة في السير على الأقدام بنسبة (>10%) والتحرك بالدراجات بنسبة (>15%) وبمستوى أعلى من الأنشطة التجارية والخدمية. ويؤخذ هذا المفهوم حاليًا بعين الاعتبار ليطبق على شبكة أيديلفونز سيدرا.

## المربع السكني المحيطي
المربع السكني المحيطي هو أحد أنواع المربعات السكنية الذي تُبنى من جميع الجوانب المحيطة ويكون لها منطقة مركزية خالية في منتصفه وهو شبه خاص. ومن الممكن أن يحتوي على عدة استخدامات مثل الوظائف التجارية أو البيع بالتجزئة في الطابق الأرضي. المربعات المحيطية هي عناصر أساسية في المدن الأوروبية وهو الشكل الحضري الذي يسمح باستيعاب الكثافة السكانية الكبيرة جدًا دون الحاجة إلى مبان شاهقة.

## استخدامات المربعات عن طريق الإنترنت
توجد ابتكارات ومواقع ويب مباشرة مثل msnbc.com المملوكة لإيفربلوك الذي يستخدم المواد الجغرافية المحددة من المدونات وفليكر "Flickr" ويلب "Yelp" وكريغزلست "Craigslist" ويوتيوب "YouTube" وتويتر "Twitter" وفيسبوك "Facebook " وغيرها من البيانات المجمعة لإعطاء القراء صورة لما سيحدث في بلادهم أو البلدان المجاورة لهم.

## كتابات أخرى
- Jacobs, Jane (1961). The Death and Life of Great American Cities. Random House.